# Vista des de la finestra a Le Gras
Vista des de la finestra a Le Gras (La cour du domaine du Gras) és la fotografia permanent més antiga que es conserva. Va ser presa per Joseph Nicéphore Niépce el 1826, des d'una finestra.
Niépce va capturar la foto amb una cambra fosca enfocada en un full de 20×25 cm tractat amb asfalt. Com a resultat de les 8 hores d'exposició, la llum del sol il·lumina els edificis d'ambdós costats.
Després d'un fallit viatge a Gran Bretanya per intentar que la Royal Society s'interessés en el procés, Niépce va donar la foto al botànic Franz Bauer. Va ser exhibida al públic el 1898 per última vegada, i posteriorment va ser oblidada. Va ser adquirida pel col·leccionista Helmut Gernsheim, que va tornar a treure a la llum en 1952 i Kodak va realitzar-ne una còpia.
En 1973, la Universitat de Texas va adquirir la col·lecció de Helmut Gernsheim.
Avui en dia, s'exhibeix en el Harry Ransom Humanities Research Center a la Universitat de Texas a Austin.
La revista Life la va incloure en la seva llista de les "100 fotografies que van canviar el món".